# География на Бенин
Бенин е държава в Западна Африка, край брега на Гвинейския залив на Атлантическия океан. На запад Бенин граничи с Того (дължина на границата – 644 km), на северозапад – с Буркина Фасо (306 km), на североизток – с Нигер (266 km), а на изток – с Нигерия (773 km). Общата дължина на сухоземните граници (в т.ч. речни) е 1989 km. На юг се мие от водите на Гвинейския залив на Атлантическия океан, с дължина на бреговата ивица 121 km. Бреговата линия е слабо разчленена. Тук океанският прибой е създал брегови вал, затворил постепенно всички заливи по предишния бряг и образувал множество лагуни. По този начин са се получили две крайбрежия – брегови вал, стръмно спускащ се към океана, а зад него е континенталния бряг, разчленен от множество малки заливчета. Страната има удължена от север на юг форма и се простира на 690 km, а от запад на изток – на 335 km. В тези си граници заема площ от 112 622 km², приблизително колкото площта на щата Пенсилвания и на България. Населението към 1.1.2020 г. възлиза на 11 485 000 души. Столица е град Порто Ново.
Територията на Бенин се простира между 6°14′ и 12°24′ с.ш. и между 0°47′ и 3°51′ и.д. Крайните точки на страната са следните:
- крайна северна точка – 12°24′ с.ш., на границата с Нигер, на десния бряг на река Нигер;
- крайна южна точка – 6°14′ с.ш., на границата с Того, на брега на Гвинейския залив на Атлантическия океан;
- крайна западна точка – 0°47′ и.д., на границата с Того;
- крайна източна точка – 3°51′ и.д., на границата с Нигерия.[2]

## Релеф
Страната може да бъде разделена на пет основни природни региона от юг на север. В най-южната част е нискоразположена, пясъчна, крайбрежна равнина (издигаща се само на 10 м над морското равнище), която е широка до 100 километра и е изградена от морски еоценови наслаги. Равнината е блатиста и на територията и са разположени много езера и лагуни, свързани с океана. Вторият природен регион се намира на север от крайбрежната равнина. Той представлява плато с надморска височина от 20 до 200 m, прорязано от долините на няколко реки, течащи от север на юг – Куфу, Зу, Уеме и др. Третият природен регион представлява равна савана, на територията на която се издигат няколко скалисти възвишения, разположени между градовете Никки и Саве, които достигат до 400 m надморска височина. Четвъртият природен регион е се намира в северозападната част на страната, покрай границата с Того и обхваща планината Атакора, чийто връх Сокбаро (641 m) е най-високата точка на Бенин. Последният регион е плодородна равнина, намираща се в североизточната част на страната, покрай десния бряг на река Нигер.

## Климат
Климатът на Бенин е горещ и влажен – екваториален. Годишното количество на валежите в крайбрежните части е от 800 до 1300 mm, не особено много за крайбрежните части на Западна Африка. В страната има два дъждовни и два сухи сезона. Главният дъждовен сезон продължава от април до юли. След този сезон настъпва сух сезон, продължаващ от юли до септември. От септември до ноември продължава вторият дъждовен сезон, който е с по-малко количество валежи от първия дъждовен сезон. През декември започва най-сухият и горещ сезон, който приключва през април. В северните части климатът е екваториално-мусонен. Средната януарска температура там е около 24°С, средната юлска около 30°С, а количеството на валежите е от 1000 до 1500 – 2000 mm.
| Климатични данни за Порто Ново     | Климатични данни за Порто Ново | Климатични данни за Порто Ново | Климатични данни за Порто Ново | Климатични данни за Порто Ново | Климатични данни за Порто Ново | Климатични данни за Порто Ново | Климатични данни за Порто Ново | Климатични данни за Порто Ново | Климатични данни за Порто Ново | Климатични данни за Порто Ново | Климатични данни за Порто Ново | Климатични данни за Порто Ново | Климатични данни за Порто Ново |
| Месеци                             | яну.                           | фев.                           | март                           | апр.                           | май                            | юни                            | юли                            | авг.                           | сеп.                           | окт.                           | ное.                           | дек.                           | Годишно                        |
| Средни максимални температури (°C) | 31                             | 32                             | 32                             | 32                             | 31                             | 29                             | 28                             | 28                             | 28                             | 30                             | 31                             | 31                             | 30,25                          |
| Средни минимални температури (°C)  | 25                             | 26                             | 27                             | 26                             | 26                             | 25                             | 24                             | 24                             | 24                             | 24                             | 25                             | 25                             | 25                             |
| Средни месечни валежи (mm)         | 13                             | 21                             | 54                             | 110                            | 155                            | 232                            | 98                             | 42                             | 102                            | 127                            | 32                             | 11                             | 997                            |
| ---------------------------------- | ------------------------------ | ------------------------------ | ------------------------------ | ------------------------------ | ------------------------------ | ------------------------------ | ------------------------------ | ------------------------------ | ------------------------------ | ------------------------------ | ------------------------------ | ------------------------------ | ------------------------------ |
|                                    |                                |                                |                                |                                |                                |                                |                                |                                |                                |                                |                                |                                |                                |

## Води, почви, флора, фауна
На североизток по границата с Нигер протича участък от средното течение на река Нигер с десните си притоци Мекру (410 km), Алибори (338 km) и Сота (250 km). Останалите части на страната се отводняват от реките Оти (Пенджари, 900* km), Моно (467* km), Куфу и Уеме (510 km) с десния си приток Зу. Главната река Уеме е плавателна на 200 km от устието си. В почвената покривка преобладават червените латеритни, а в южните части – червено-жълтите латеритни (предимно фералитни) почви. Растителността е представена основно от високотревиста савана, а по крайбрежието – от влажни тропични гори, заемащи около 1/5 от територията на Бенин. В саваните обитават различни видове животни: антилопи, хищници (леопард, хиена и др.).